# Gading (Datuk Bandar)
Gading is een bestuurslaag in het regentschap Tanjung Balai van de provincie Noord-Sumatra, Indonesië. Gading telt 7149 inwoners (volkstelling 2010).